# 岩手県立久慈東高等学校
岩手県立久慈東高等学校（いわてけんりつくじひがしこうとうがっこう）とは、2004年に久慈農林高等学校、久慈商業高等学校、久慈水産高等学校の3校を統合し、新設された公立の高等学校。
久慈農林高等学校校舎跡に新校舎を建設。通称久慈東（くじひがし）
令和７年４月から岩手県立久慈工業高等学校と統合し、岩手県立久慈翔北高等学校 門前校舎となっている。

## アクセス
- JR八戸線・三陸鉄道リアス線 久慈駅より
  - バス利用　のるねっとKUJI
    - ｢侍浜線｣以外の路線で、｢門前｣バス停下車。徒歩10分。

## 概要・厚生労働大臣指定ライセンス
2005年度までは総合学科・農林工学科・家政科・福祉教養科・情報処理科・商業科・水産技術科・食物科の構成で、3高校最後の卒業生を送り出し2006年度で総合学科が完成される。
また、同校食物系列は厚生労働大臣認定である。

## 沿革

### 久慈農林高等学校
- 1919年（大正8年）- 九戸郡役所通常郡会で、大正9年より郡立九戸農林学校設置に関する教育予算可決。
- 1920年（大正9年）- 文部大臣より九戸郡立九戸農林高等学校として認可される。
- 1923年（大正12年）- 県移管となり県立久慈農林学校と改称。
- 1926年（大正15年）- 甲種実業学校に昇格、県立久慈農林学校と、改称し、修業年限3ヶ年とする。
- 1935年（昭和10年）- 学則改正により県立久慈農林学校と改称し林業科を併置。
- 1948年（昭和23年）- 学制改革により県立久慈農林高等学校と改称、水産科を増設、定時制課程を併置。
- 1949年（昭和24年）- 県立久慈農林高等学校と県立久慈高等学校を統合し県立久慈高等学校と改称。
- 1963年（昭和38年）- 県立久慈農林高等学校から実業部を分離し県立久慈農林水産高等学校と校名変更。新校章制定。
- 1970年（昭和45年）- 県立久慈農林水産高等学校から分離し久慈農林高等学校と校名変更。
- 1982年（昭和57年）- 新校舎落成。
- 2000年（平成12年）- 創立八十周年を迎え、9月創立八十周年記念事業中国砂漠緑化生徒派遣実施。
- 2002年（平成14年）- 3月創立八十周年記念事業生徒海外派遣欧州研修実施。産振棟解体。（跡地に新高校校舎建設予定）

### 久慈商業高等学校
- 1943年（昭和18年）- 岩手県立久慈高等女学校の開校認可。
- 1948年（昭和23年）-  学制改革で岩手県立久慈高等学校と改称。
- 1971年（昭和46年）-  久慈高等学校普通科に商業コース1学級（臨時学級増）され、長内分校にて授業開始。
- 1979年（昭和54年）- 県立久慈商業高等学校の設置が認められ、久慈高等学校商業科が移管となる。
- 1980年（昭和55年）- 久慈高等学校商業科廃止、設置条件により、岩手県立久慈商業高等学校設置。
- 1990年（平成2年）- 創立十周年記念式典挙行。
- 1993年（平成5年）- 第75回全国高等学校野球選手権大会（甲子園）出場。
- 2000年（平成12年）- 創立二十周年記念式典挙行。

### 久慈水産高等学校
- 1948年（昭和23年）- 学制改革により、県立久慈農林学校と県立久慈農業高等学校と改称、水産科を設置。
- 1949年（昭和24年）- 県立久慈農林高等学校と県立久慈高等学校が統合し、県立久慈高等学校と改称。
- 1951年（昭和26年）- 水産科をコース別の課程（漁業、水産製造）とする。
- 1963年（昭和38年）- 県立久慈高等学校から実業部を分離独立し、県立久慈農林水産高等学校と改称。
- 1970年（昭和45年）- 県立久慈農林水産高等学校より分離独立し、県立久慈水産高等学校と改称。
- 1998年（平成10年）- 創立五十周年記念式典・諸事業を挙行。

### 久慈東高等学校
- 岩手県立久慈東高等学校として三校を統合し、総合学科を新設。久慈農林高等学校校舎跡に新校舎を建設。
- 2025年（令和７年）3月21日 - 閉校式。県立久慈工業高等学校と統合し、県立久慈翔北高等学校として 開校予定。

## 学校行事
- 4月 入学式、始業式、対面式
- 5月 1年次生リアス丸体験乗船、前期生徒会総会
- 6月 高総体、前期中間考査、体育祭
- 7月 三者面談、野球応援
- 8月 夏季休業、休み明けテスト
- 9月 前期末考査
- 10月 芸術鑑賞会、文化祭（東高祭）
- 11月 後期生徒会総会、後期中間考査
- 12月 修学旅行
- 1月 冬季休業、休み明けテスト
- 2月 後期末考査
- 3月 卒業式、終業式

## 部活動
- 運動部
硬式野球、女子ソフトボール、陸上競技、男女サッカー、男女ソフトテニス、男女バスケットボール、男女バレーボール、男女卓球、男女バドミントン、柔道、剣道、弓道、チアダンス
- 文化部
吹奏楽、美術、茶道、華道、写真、手芸、書道、文芸、ワープロ、コンピュータ、囲碁将棋

## 出身者
- 柏戸秀剛（大相撲伊勢の海親方 旧・久慈農林高校出身）
- 中野亨道（柔道選手）